# Против часовой стрелки (книга)
«Против часовой стрелки» — научно-популярная книга о старении, автор Полина Лосева. Книга опубликована в издательстве «Альпина нон-фикшн», научный редактор — Сергей Ястребов. Книга «Против часовой стрелки» вошла в лонг-лист премии «Просветитель» в 2020 году.

## Об авторе
Полина Лосева родом из Москвы. Она стала выпускницей биологического факультета МГУ в 2011 году (кафедра эмбриологии), занимается научной журналистикой. Работает научным обозревателем порталов «N + 1», «Чердак», «Элементы». Полина Лосева становилась победителем конкурсов Tech-in-media и «Био/мол/текст» в 2017 и 2018 годах. Ее работы публиковалась в «Биомолекуле».
В 2021 году Полина Лосева стала обладателем премии «Научный журналист года» и была номинирована на премию «European Science Journalist of the Year».

## Содержание
Автор рассматривает процесс старения в научной перспективе. В книге содержится информация о том, чем занимаются геронтологи, в чем заключаются процессы старения, и что может защитить человека от старения.
Первая часть книги носит название «Дорога к бессмертию», вторая — «Портрет врага», третья часть — «Я обвиняю». В «Дороге к бессмертию» читатель узнает, что понимают под старением современные учёные. Есть рассуждения на тему того, что такое старость, есть ли способ проверить эффективность таблеток от старости через эксперименты.
В «Портрете врага» рассказывается о том, что происходит с нашим иммунитетом и гормональным фоном, клетками, тканями, когда мы становимся старше, есть информация про нейроэндокринную теорию старения, факторах молодости крови и особенностях микробиома долгожителей.
В книге автор старается раскрыть ответ на вопрос, можно ли что-то сделать для того, чтобы биологический возраст тела был существенно меньше официального возраста, указанного в документах.
В третьей части книги «Я обвиняю» исследуются стратегии старения, на которое влияют стресс и гены. Возможно, в старении виноваты все причины одновременно. Автор интересуется статистическими аспектами старения и мнением разных специалистов насчет способов борьбы со старением.
Во многих странах мира сейчас действуют программы, которые ориентированы на увеличение продолжительности жизни. По данным ВОЗ, продолжительность жизни выросла с 66,5 до 72 лет за период с 2000 до 2016 года.
Из книги читатель узнает о формуле для вычисления смерти в зависимости от возраста, которая была выведена еще в 1825 году Бенджамином Гомперцом. Спустя время ее дополнил второй исследователь — Уильям Мекхем. Благодаря этой формуле геронтологи заявляют, что самое распространение определение старения — это рост риска смерти от естественных причин. Далее автор объясняет процесс старения на всех организменных уровнях. Накопление мутаций митохондриальной ДНК влияет на общее старение организма. А эпигенетические часы определяют биологический возраст ткани. Единого маркера, который бы показывал старение организма, не существует. В финальной части книги содержится информация о теориях причин старения, их разделяют по четырем категориям: старение как изнашивание, старение как защита, старение как программа и старение как побочный эффект. Под старением в качестве побочного эффекта подразумевается обратная сторона молодости. Полина Лосева приводит концепцию геронтолога Михаила Благосклонного, который называет старость гипертрофированным проявлением программы развития.
Автор книги занимается не только исследованием процесса старения, но также и отношением к нему в научно-популярной литературе и социальной жизни. Между понятиями продолжительность жизни и продолжительность здоровой жизни есть различия. Потому что человек стремится к тому, чтобы качество его жизни не снижалось даже в финальные ее годы. В книге раскрываются мнения о старении таких специалистов, как Скулачев, Гладышев, Благосклонный.
Иллюстрации к книге созданы Олегом Добровольским.

## Оценки, мнения
В книге об одном из самых сложных биологических процессов — старении — говорится просто и понятно, — замечает профессор Гарвардской медицинской школы Вадим Гладышев:
Написано с душой, здесь и удачные метафоры, и тонко подмеченные образы, и случаи из жизни, с которых начинаются многие главы. Полина Лосева синтезировала и критически осмыслила необычайный объем информации, а потом, можно сказать, «разжевала» для ее читателя.
Как подмечает литературный критик, обозреватель радиостанции «Эхо Москвы» Николай Александров: «Что такое старение, как проявляется этот процесс на молекулярном и клеточном уровне, в чем польза и опасность бактерий и гармонов и какие главные недуги поджидают человека в старости — вот лишь некоторые вопросы, на которые отвечает книга».
Произведение попало в «длинный список» премии «Просветитель» 2020 года.
Книга получила высокие оценки экспертов программы «Всенаука» и в 2022 году попала в число книг, доступных для бесплатного и легального скачивания.